# Белорусско-таджикистанские отношения
Белорусско-таджикистанские отношения — двусторонние дипломатические отношения между Республикой Беларусь и Республикой Таджикистан. Установлены 5 сентября 1996 года. Обе страны поддерживают тесное сотрудничество и выступают со схожих позиций в вопросах эффективности таких организаций, как Организация Объединённых Наций, Организация по безопасности и сотрудничеству в Европе, Евразийский экономический союз, Организация Договора о коллективной безопасности, Шанхайская организация сотрудничества и т. д.

## Сравнительные характеристики
|                      | Таджикистан                                                                    | Белоруссия                                             |
| -------------------- | ------------------------------------------------------------------------------ | ------------------------------------------------------ |
| Население            | 8 439 700                                                                      | 9 485 300                                              |
| Территория           | 143 000 км²                                                                    | 207 600 км²                                            |
| Плотность населения  | 57,2 чел./км²                                                                  | 46 чел./км²                                            |
| Столица              | Душанбе                                                                        | Минск                                                  |
| Крупнейшие города    | Душанбе, Худжанд, Куляб, Курган-Тюбе, Истаравшан, Канибадам, Пенджикент, Хорог | Минск, Гомель, Могилёв, Витебск, Гродно                |
| Форма правления      | Президентская республика                                                       | Президентская республика                               |
| Государственный язык | Таджикский                                                                     | Белорусский                                            |
| Основная религия     | Ислам (суннитского толка)                                                      | Православие                                            |
| ВВП (ППС)            | 17,555 млрд долларов США (2 247 $ на душу населения)                           | 166,786 млрд долларов США (17 620 $ на душу населения) |
| ВВП (номинал)        | 8,572 млрд долларов США (1 041 $ на душу населения)                            | 71,71 млрд долларов США (7 664 $ на душу населения)    |
| Валюта               | сомони                                                                         | рубль                                                  |

## История
В феврале 1997 года в Минске было открыто посольство Таджикистана. Белорусское посольство в Душанбе действует с 2011 года.
Президент Республики Беларусь Александр Лукашенко посещал Таджикистан в апреле 2000 года и октябре 2011 года. Ответные визиты лидера Таджикистана Эмомали Рахмона в Белоруссию состоялись в июле 2001 года и мае 2014 года.
С 1996 по 2013 год между двумя государствами было заключено более 70 соглашений и договоров. В настоящее время действует 49 двусторонних документов.

## Экономическое сотрудничество
Белоруссия поставляет в Таджикистан строительную технику, мебель и энергооборудование, продукция неорганической химии. Таджикистан экспортирует в Белоруссию хлопок, шерсть, сухофрукты, алюминий масличные семена. В 2000 году внешнеторговый оборот между двумя постсоветскими государствами составил 5,5 млн долларов США. В 2012 году внешний оборот между Республикой Таджикистан и Республикой Беларусь превысил 75,668 млн долларов. В 2014 году товарооборот между Белоруссией и Таджикистаном составил 35 миллионов долларов США. В январе-июне 2015 года товарооборот составил 12,7 млн долларов (по сравнению с предыдущим годом он снизился более чем на 40 %).

## Дипломатические миссии
С февраля 1997 года в Минске функционирует Посольство Республики Таджикистан. С 31 мая 2023 года Чрезвычайным и Полномочным Послом Республики Таджикистан в Республике Беларусь является Сафарзода Бахтовар Амирали; с 20 сентября 2021 года послом Беларуси в Таджикистане является Виктор Денисенко.